# Elig Nkouma I
Pour les articles homonymes, voir Elig.
Elig Nkouma I est une localité de la région du Centre au Cameroun, localisée dans la commune d'Obala et le département de la Lekié.

## Population
En 1965, Elig Nkouma I comptait 181 habitants, principalement des Eton.
Lors du recensement de 2005, ce nombre s'élevait à 160.